# Museispårväg

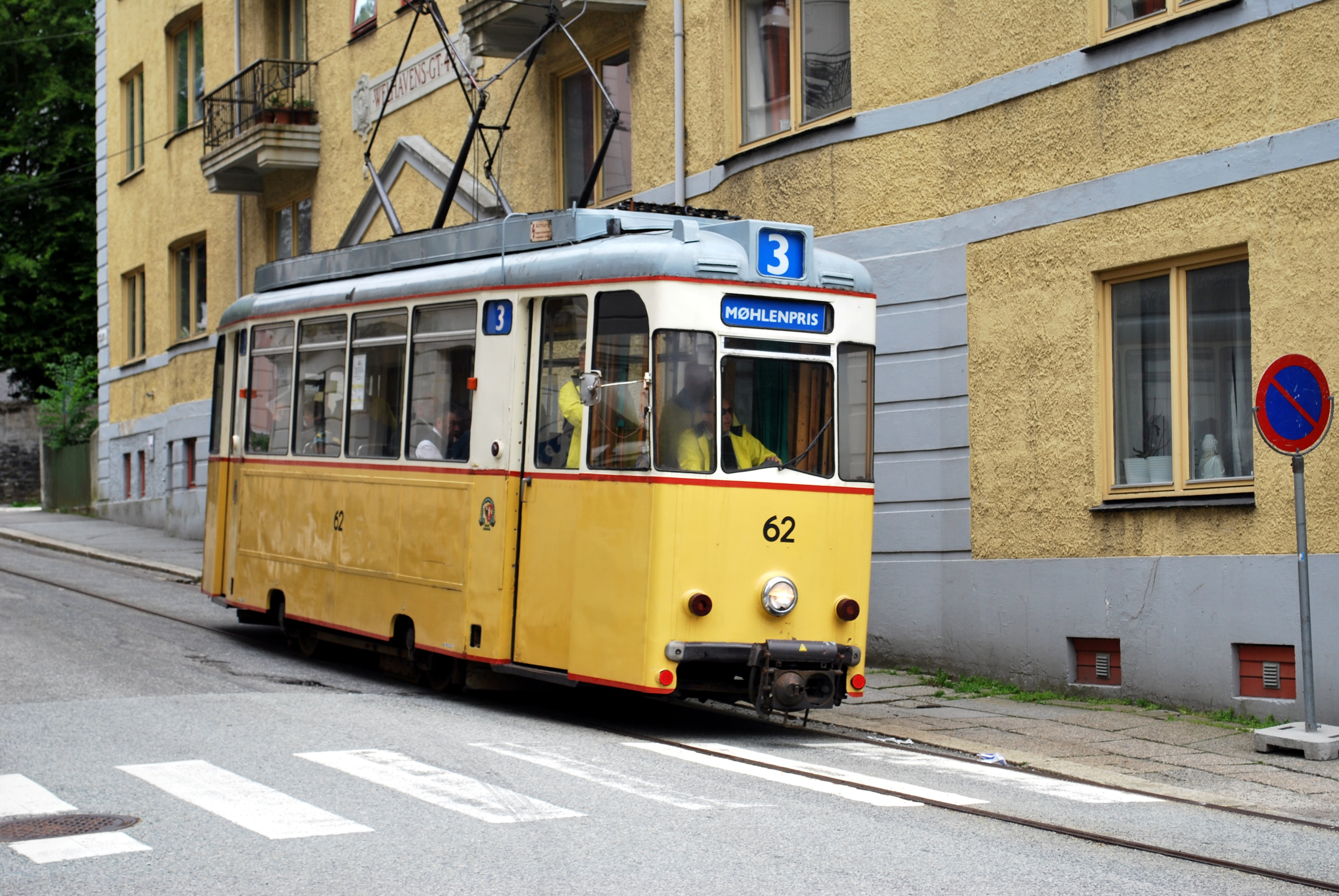
Museispårvägen i norska Bergen.

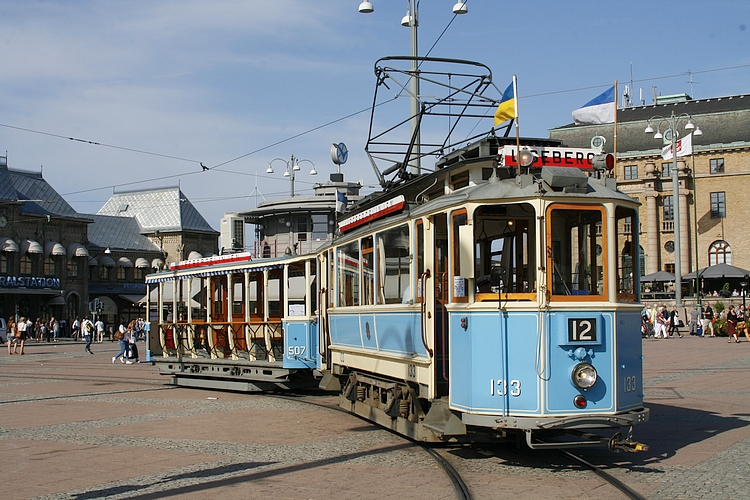
Spårvagn (M5 133) med öppet släp (S5 507) på Lisebergslinjen vid Göteborgs centralstation.

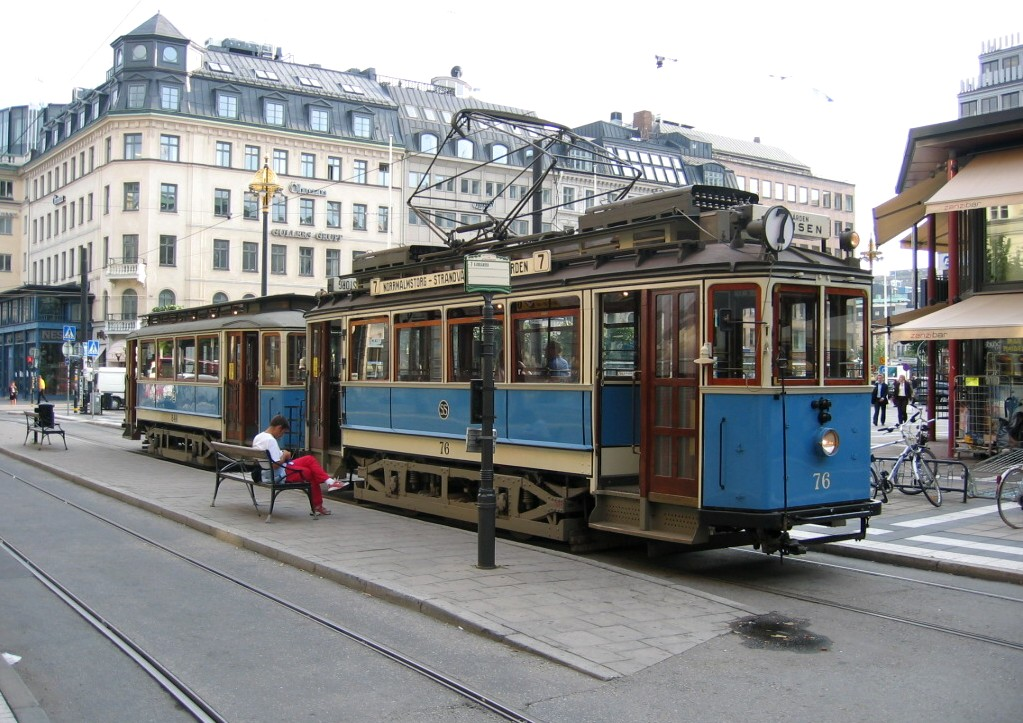
En Veteranspårvagn vid Norrmalmstorg i Stockholm 2006.

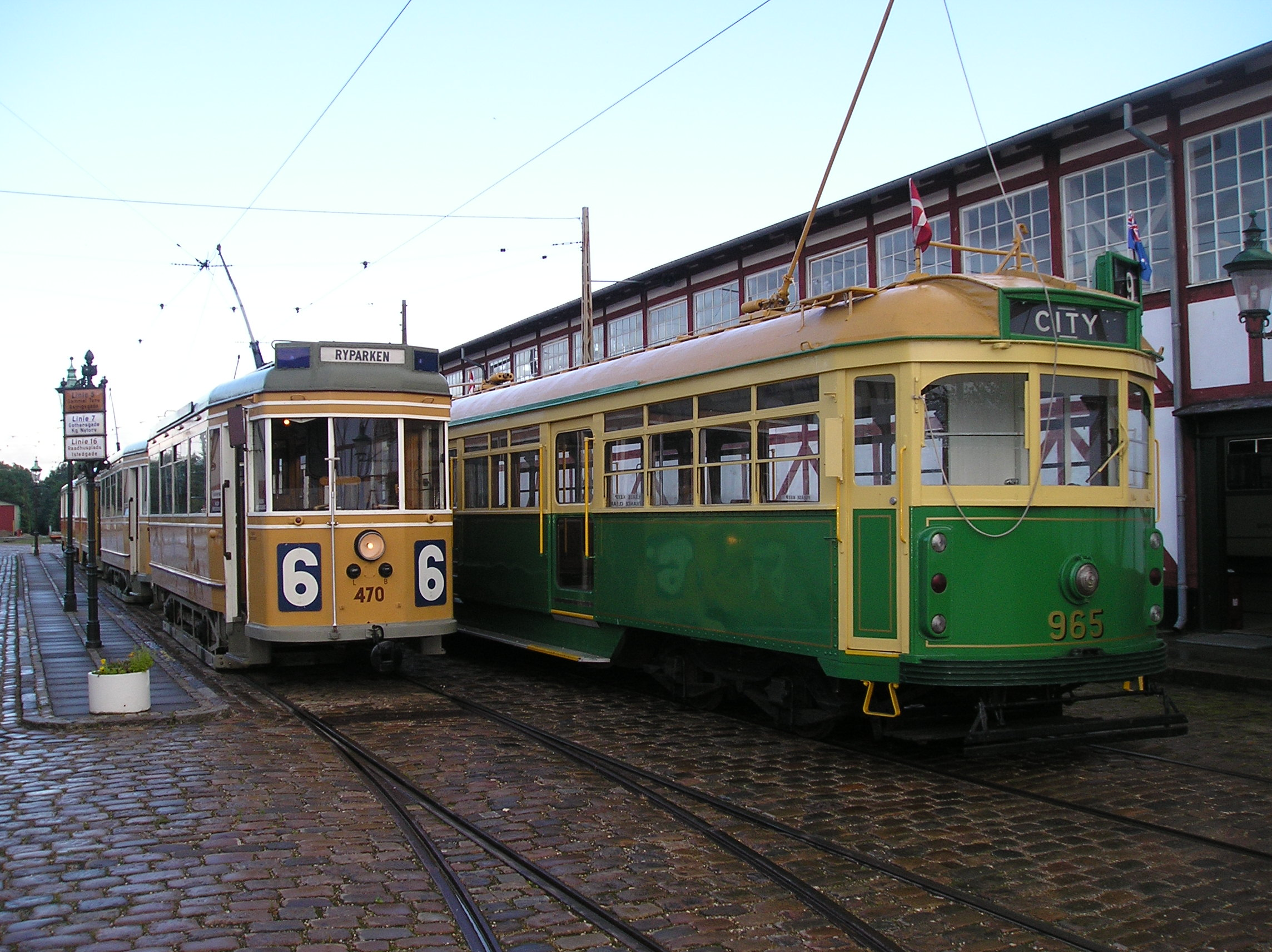
Spårvagnar vid Sporvejsmuseet Skjoldenæsholm. Till vänster ett tåg som tidigare rullat i Köpenhamn och bredvid en vagn från Melbourne i Australien.

En museispårväg eller veteranspårväg är en spårväg som trafikeras med äldre bevarade spårvagnar, som har tagits ur reguljär trafik. De fungerar ofta på ett liknande sätt som en museijärnväg. Syftet kan antingen vara att bedriva veterantrafik med historiska fordon från orten eller veterantrafik med äldre spårvagnar från annan plats.   
En närbesläktad variant är när äldre spårvagnar går i museitrafik eller veterantrafik på anläggningar med reguljär linjetrafik.

## På ordinarie spår

### Sverige
Det förekommer även att spårvägar trafikeras med museala spårvagnar blandat med nyare vagnar, till exempel i Sverige i Göteborg, Norrköping och Stockholm.
- Spårvägssällskapet Ringlinien i Göteborg kör sina veteranspårvagnar på stadens ordinarie spårvägsnät och har ett museum i sällskapets vagnhall, Gårdahallen.

## Separata museispårvägar

### Danmark
- Sporvejsmuseet Skjoldenæsholm

### Sverige
- Djurgårdslinjen i Stockholm (1991-2009)
- Museispårvägen Malmköping
- Museispårvägen Malmö